# Комитет советских женщин
Комите́т сове́тских же́нщин (также — Антифашистский комитет советских женщин) — общественная организация женщин в Советском Союзе, учредитель Международной демократической федерации женщин.

## История
Комитет был основан в сентябре 1941 как Антифашистский комитет советских женщин (АКСЖ).
Основные направления деятельности комитета определялись задачами международного демократического женского движения. Через комитет советские женщины выражали своё стремление к миру и взаимопониманию между народами, солидарность с женщинами зарубежных стран против любых актов агрессии, с борцами за демократию и социальный прогресс, оказывали помощь женским организациям развивающихся стран, рассказывали о том, как советские женщины «успешно сочетают обязанности матери, труженицы и гражданки». 
В обращении первого председателя АКСЖ В. Гризодубовой в секретариат ВКП(б) от 23 апреля 1945 г. подчёркивалось: «Искренний и  глубокий интерес широких женских масс к жизни женщин Советского Союза прекрасно учитывается буржуазными женскими организациями и  такими влиятельными лицами, как Элеонора Рузвельт,<…> Клементина Черчилль. Их общая тактика заключается в  том, чтобы брать на себя инициативу дружеских связей с  АКСЖ и выдавать себя за истинных представительниц женщин своей страны, <…> вместе с тем держать под своим контролем информацию о Советском Союзе». Гризодубова считала, что АКСЖ должен выступить с инициативой создания международной организации женщин, которая позволила бы «использовать расслоение <…> и  завладеть инициативой в  левых демократических организациях». Эта инициатива была проявлена при создании Международной демократической федерации женщин, собравшейся на свой первый конгресс в Париже 1 декабря 1945 года. 
Комитет советских женщин опирался на могучие ресурсы советской системы. Уже в 1947 году его штат был увеличен более чем втрое: с 30 до 106 человек, которым на зарплату  ежегодно выделялось 869  тыс. 520 рублей. Кроме того, в распоряжении КСЖ была материальная база советских посольств за рубежом,  информационные каналы представительств ТАСС.  
Тема женского равноправия, реально обеспеченного при социализме, была важнейшим элементом внешней политики СССР и других социалистических стран  в  послевоенный период. «Мы смогли убедиться в том, что равноправие женщин и мужчин осуществляется в Советском Союзе действительно на деле, что это право не просто записано на бумаге, что оно стало для граждан обычным делом», - отмечала представительница национального женского движения Швейцарии после поездки в СССР. 
В 1956 переименован в Комитет советских женщин.  
КСЖ располагался в здании на углу Пушкинской улицы и Пушкинской площади.
В конце 1970-х годов КСЖ учредил стипендии для представительниц развивающихся стран на обучение в  вузах Советского Союза по представлению национальных женских организаций. В 1982 г. на эти средства в средних специальных и высших учебных заведениях обучалось 867  девушек из  62  стран Азии, Африки и  Латинской Америки, более 200 к этому времени уже стали квалифицированными специалистами  и  активистками международного женского движения.
В 1989 году Комитету советских женщин была предоставлена особая квота по выборам делегатов Съезда народных депутатов СССР, которые были избраны 21 марта 1989 года на расширенном пленуме. Тайным голосованием из 80 кандидатов было избрано 75 делегатов, представлявших все республики СССР. Одним из наказов делегатам было "направлять усилия на обеспечение надежных гарантий социальной защищенности женщин в условиях радикальной экономической реформы - в вопросах образования, труда, профессиональной подготовки и повышения квалификации". 
В августе 1991 года, после распада СССР, преобразован в Союз женщин России.

## Структура
Руководящий орган — пленум Комитета советских женщин, созываемый ежегодно. Комитет — один из учредителей и активных членов Советского фонда мира, с 1945 входил в Международную демократическую федерацию женщин. Комитет поддерживал связи с женскими организациями 120 стран мира.
В состав комитета входили представители республик, областей и городов СССР, представители профсоюзных и кооперативных организаций страны.

## Председатели комитета
- В. С. Гризодубова (1941—1945)
- Н. В. Попова (1945—1968)
- В. В. Николаева-Терешкова (1968—1987)
- З. П. Пухова (1987—1991)
- А. В. Федулова (1991 — 1992)